# Notholmen, Helsingfors
Notholmen, finska: Nuottasaari, är en ö i Finland. Den ligger i Finska viken och i kommunen Helsingfors i landskapet Nyland, i den södra delen av landet. Ön ligger nära Helsingfors.
Öns area är 2,8 hektar och dess största längd är 290 meter i öst-västlig riktning.